# Somogysámson
Somogysámson egy község Somogy vármegyében, a Marcali járásban.

## Fekvése
Somogysámson Somogy vármegye északnyugati sarkában, a Marcali-hát nyugati oldalán, Balatonszentgyörgytől 10 kilométerre délre, Marcalitól 11 kilométerre nyugatra, Somogyzsitfától északra, Sávolytól keletre, Holládtól délre található. A település könnyen elérhető az M7-es autópálya 175-ös kilométerszelvényénél lévő holládi lejárótól pár perc alatt (onnan 5,6 kilométer a távolsága), de a községbe több irányból is érkezhet a gépjárművel közlekedő: észak-déli irányban a 6803-as út halad át a községen, Marcalitól a 6818-as út vezet idáig, Sávoly és a 7-es főút irányába pedig a 6811-es út indul innen. A falu tömegközlekedési eszközzel is megközelíthető. A vonattal érkezőknek Balatonszentgyörgyön kell az onnan induló buszjáratra átszállniuk.
A település szőlő- és borgazdasági szempontból a Balatonboglári borvidék részét képezi.

## Története
Eredetileg középkori település, neve írott forrásban első ízben a Bertalan veszprémi püspök és a szentmártoni apát között 1533. szeptember 11-én kötött egyezséglevélben fordul elő, amikor már kápolnája is volt. Az 1536. évi adólajstrom szerint a kői prépostság volt a földesura, de 1550-ben már elpusztult helységként rögzítették. Az 1563. évi török kincstári adólajstrom szerint csak 3, 1580-ban 5 házból állt, majd 1715-ben 9 háztartást írtak benne össze. Az 1726-1776. években az óbudai prépostság birtokaként a nagyszombati kollégium fenntartására fordították. 1782-től a pesti papnevelő intézet birtoka volt. 
A közigazgatásban is fontos szerepet töltött be, 1950-ig körjegyzőség működött itt. 1950-től a rendszerváltásig Községi Közös Tanács székhelye, társközségei Somogyzsitfa és Csákány községek voltak. 1994-től önálló település, 2011. január 1-jétől körjegyzőségben áll Somogyzsitfa és Csákány községekkel, mely körjegyzőség központja Somogyzsitfa.
A kedvező természeti adottságok - jó termőföld, lankás domboldalak, mély fekvésű legelők - jó lehetőséget nyújtanak mind a növénytermesztéshez, mind az állattenyésztéshez. A község lakói mindig földművelésből és állattenyésztésből éltek.
A kedvező földrajzi fekvés, a Balaton, Zalakaros, Hévíz közelsége, a községhez tartozó szőlőhegy idillje, a szép falusi környezet mind hozzájárul ahhoz, hogy az idelátogatók jól érezzék magukat és kellemes emlékekkel legyenek gazdagabbak.
A település hosszan húzódik a Fő utca két oldalán. Ebben az utcában találhatók a nevezetesebb épületek, közintézmények.

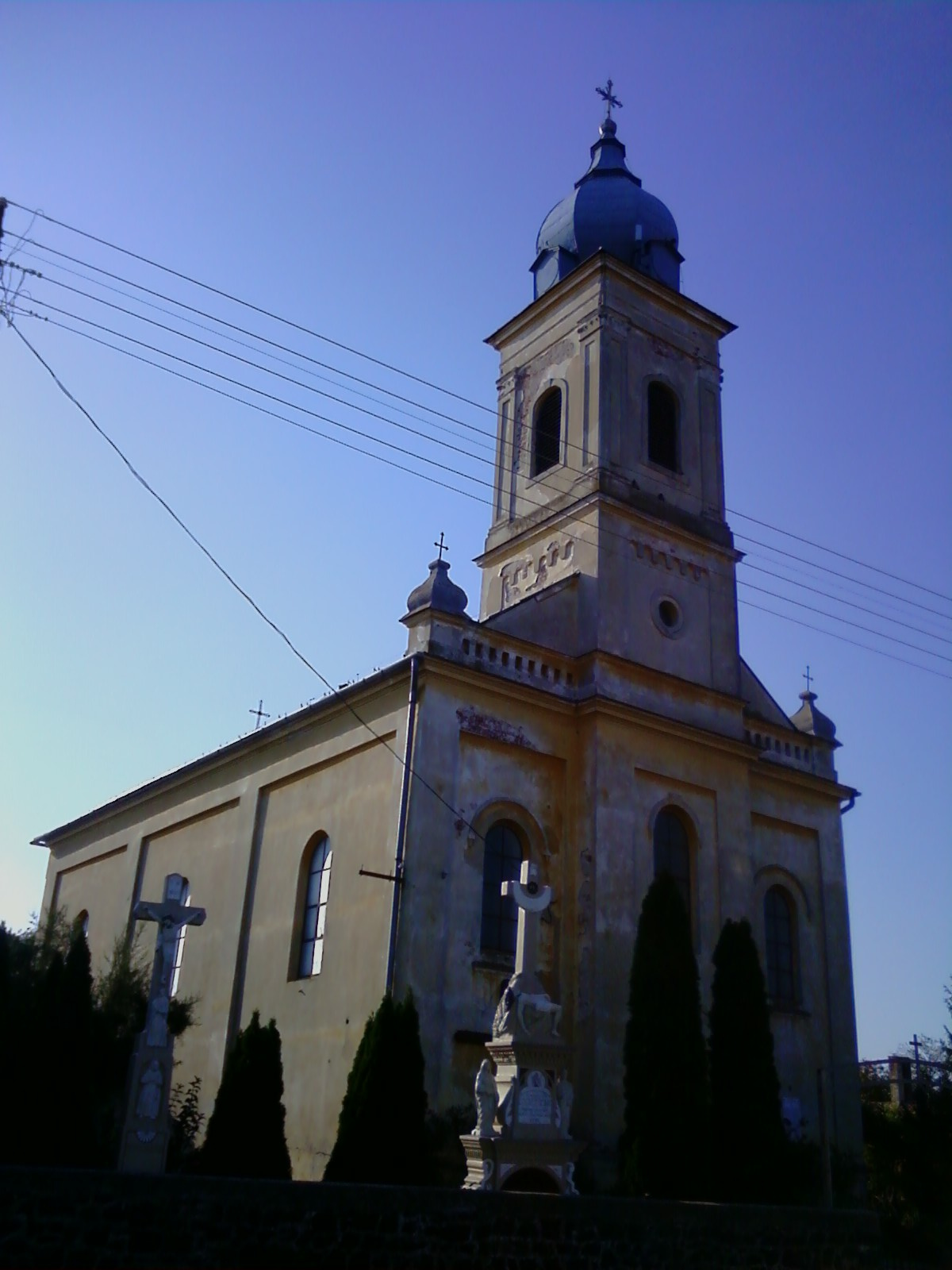
Urunk mennybemenetele római katolikus templom

A római katolikus templomot, amelynek alapja a török előtti idők emlékét őrzi, 1741-ben felújították, 1773-ban szentelték fel. Az 1781-ben eldőlt tornyot csak évtizedekkel később tudták újjáépíteni. 1844-ben készült el a főoltárkép. 1987-ben a templomot szigetelték, majd 1996-ban a szobrait felújították. A templom kertjében található a két világháború 88 hősi halottjának emlékműve.
A jelenlegi plébánia területén két nevezetes parókia működött. Beke vagy Böke község egykori plébánosa országosan ismert pap volt, aki 1414-ben elkísérte Zsigmond királyt a konstanzi zsinatra. A település 1536-ban még megvolt, de kevéssel utána elpusztult. 1760-ban még álltak a templom falai. Ennek a régi településnek az északkeleti részén működött a jeruzsálemi Szent Sír Kanonokrend prépostsága. Kismarót Somogysámsonnal egybeépült, középkori plébániája 1542-ben még működött.
A templom és a plébánia épületegyüttesének déli szomszédja az 1964-ben épült általános iskola, mely felújított állapotában méltó helyen áll a község egyik büszkesége, az 1989-1992-ben épült, Nagy Ervin tervezte Makovecz-stílusú faluház mellett. A többi építmény is említésre méltó. Szépek a parasztházak, az út menti emlékkeresztek, a Grátz Antal tervezte orvosi rendelő, az önkormányzat hivatala és a Böki-hegy borospincéi.
A községben több fontos, a környezeti kultúrát javító fejlesztésnek örülhetett a lakosság az elmúlt években. Jelentős összeget fordítottak a víz vastartalmának csökkentésére, a higiénikus szemétszállítás megoldására, a távbeszélő-hálózat korszerűsítésére, bővítésére, de a legnagyobb horderejű változást a vezetékes gáz megjelenése hozta. Hosszas szervezőmunka és a lakosság áldozatvállalása eredményeként 1998. november 25-én örülhettek a sámsoniak a fellobbanó gázlángnak. A 2000-es évtől kezdődően kábeltévé-szolgáltatás is van a településen. 2003-ban készült el és került átadásra a rendőrség helyi körzeti megbízotti irodája. 2004-ben teljes felújításra került az 1958-ban épült óvodaépület. A több kisebb-nagyobb fejlesztési elképzelés mellett nem mondanak le a sámsoniak a falu alatt húzódó természeti kincs, a termál-, illetve gyógyvíz hasznosításáról sem, amely 1850 méter mélységben vár arra, hogy felszínre kerülve új lehetőséget nyújtson a község és környéke lakóinak.
1998. október óta címere is van Somogysámsonnak. A Deák-Varga József által tervezett jelkép két fő motívuma, a bástya és a tölgyfa arra utal, hogy valaha két vára is volt a községnek, illetve tölgyerdők vették körül a falut.

## Közélete

### Polgármesterei
- 1990–1994: Somogyi-Magyar József (független)[5]
- 1994–1998: Somogyi-Magyar József (független)[6]
- 1998–2002: Somogyi-Magyar József (független)[7]
- 2002–2006: Somogyi-Magyar József (független)[8]
- 2006–2010: Somogyi-Magyar József (független)[9]
- 2010–2011: Fazekas Ede Máté (független)[10]
- 2011–2014: Farkas János (független)[11]
- 2014–2019: Farkas János (független)[12]
- 2019–2023: Farkas János (független)[13]
- 2023–2024: Királyné Őri Mária (független, ügyvivőként)[14]
- 2024– : Király László (független)[1]

A településen 2011. december 4-én időközi polgármester-választást tartottak, az előző polgármester lemondása miatt.
2023. július 16-án ugyancsak időközi polgármester-választást kellett volna tartani a községben, az előző településvezető 2023. május 1-jei hatályú lemondása okán, ám ezt a választást jogszabályváltozás miatt már nem lehetett megtartani. Nagyjából ugyanabban az időpontban lemondott posztjáról Gelencsér Gábor Bence alpolgármester is, így a következő, 2024-es önkormányzati választásig a település irányítását ügyvivő polgármesterként az egyéni listán soron következő képviselő, Királyné Őri Mária addigi ügyrendi bizottsági elnök vehette át.

## Népesség
A település népességének változása:
| Lakosok száma | 752  | 757  | 731  | 687  | 691  | 687  | 685  |
|               | 2013 | 2014 | 2015 | 2021 | 2022 | 2023 | 2024 |

A 2011-es népszámlálás során a lakosok 86,6%-a magyarnak, 35,3% cigánynak, 3,9% németnek mondta magát (11% nem nyilatkozott; a kettős identitások miatt a végösszeg nagyobb lehet 100%-nál). A vallási megoszlás a következő volt: római katolikus 72,2%, református 0,7%, evangélikus 0,9%, felekezet nélküli 12,8% (13,4% nem nyilatkozott).
2022-ben a lakosság 88,9%-a vallotta magát magyarnak, 25,3% cigánynak, 6,2% németnek, 0,3% románnak, 0,1% horvátnak, 0,7% egyéb, nem hazai nemzetiségűnek (7,1% nem nyilatkozott; a kettős identitások miatt a végösszeg nagyobb lehet 100%-nál). Vallásuk szerint 62,5% volt római katolikus, 1% görög katolikus, 0,9% református, 0,4% evangélikus, 0,1% ortodox, 0,1% egyéb keresztény, 0,9% egyéb katolikus, 10,4% felekezeten kívüli (23,6% nem válaszolt).

## Nevezetességei
A településen országosan védett műemlékek nincsenek, helyi értékvédelem alatt viszont több épület is áll: a templom, a parókia és a napközi konyha épülete.